# Youssef Lahlou
Pour les articles homonymes, voir Lahlou.
 (septembre 2019).
Youssef Lahlou, né à Casablanca, est un réalisateur  et designer marocain notamment connu pour ses créations de chapeaux.

## Biographie
Né à Casablanca, Youssef Lahlou migre aux USA en 2010. Il y fait des études cinématographiques et travaille dans la publicité. 
En 2015, il crée un court-métrage La Nappe.  
En 2017, il crée sa marque "Youssef Lahlou" et se concentre sur la création de chapeaux. Il installe ses ateliers à New York. Repéré par la styliste et costumiste B. Akerlund, ses pièces uniques, réalisées à la main de manière artisanale sans matière animale, vont connaitre un fort succès notamment auprès de stars américaines comme Beyoncé, Lady Gaga, Usher, Madonna ou encore Gigi Hadid,,. 
Autre reconnaissance, dans le dernier épisode de la saison 4 de la série Empire, l'héroine Cookie Lyon (Taraji Henson) porte un chapeau de la création de Youssef Lahlou.
En 2018, Youssef Lahlou expose sa collection de chapeaux de luxe à The Residency Experience, le showroom de B. Åkerlund et Kent Belden situé à Los Angeles.